# پومونا، میزوری
پومونا (به انگلیسی: Pomona) یک منطقهٔ مسکونی در ایالات متحده آمریکا است که در شهرستان هوول، میزوری واقع شده‌است. پومونا ۹٫۲۵ کیلومتر مربع مساحت و ۵۱۱ نفر جمعیت دارد و ۳۸۱٫۰ متر بالاتر از سطح دریا واقع شده‌است.